# Embargo
Embargo no comércio internacional e na política é a proibição do comércio e da comercialização com um determinado país, como um castigo para os políticos, as políticas ou atos do país embargado, mas a sua natureza econômica frequentemente levanta dúvidas sobre os verdadeiros interesses que a proibição serve.
Uma das mais completas tentativas de embargo aconteceu durante as guerras napoleónicas. Em 1806, numa tentativa de bloquear o Reino Unido economicamente, o sistema de bloqueio continental, que proibia as nações europeias de comercializar com o Reino Unido, foi criado, mas na prática não foi completamente executado. Acabou sendo, se não mais, tão prejudiciais para os países envolvidos quanto para os britânicos.